# Repubblica Cisrenana

Bandiera dei rivoluzionari cisrenani

La cosiddetta repubblica Cisrenana (in tedesco Cisrhenanische Republik) fu una repubblica che in seguito alla rivoluzione francese i democratici tedeschi avrebbero voluto creare sulla sponda di sinistra del fiume Reno ad imitazione delle repubbliche rivoluzionarie italiane, prima che il Direttorio decidesse l’amministrazione diretta francese sulla zona.

## Storia

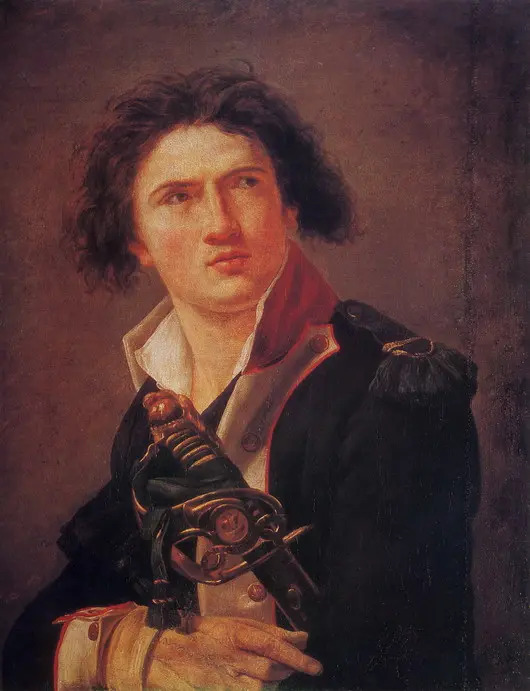
Il generale Hoche, protettore della repubblica, in un dipinto del 1793.

In seguito alla formazione della prima coalizione nel 1792, le truppe rivoluzionarie invasero e conquistarono la regione del Palatinato, occupando le città di Magonza, Spira e Worms. Le armate rivoluzionarie posero così fine al governo centenario della nobiltà e clero locali, incontrando le simpatie di larghe fasce della popolazione: in ottobre a Magonza fu istituito un club giacobino sul modello di quello parigino al fine di diffondere le idee rivoluzionarie nel territorio del Sacro Romano Impero. Nacque così la repubblica di Magonza, creata nel marzo del 1793 come primo tentativo di istituire uno stato democratico nelle terre germaniche. La giovane repubblica ebbe tuttavia una vita breve, riannessa all'impero nel luglio dello stesso anno al termine dell'assedio di Magonza da parte degli eserciti prussiano e austriaco.
Nell'agosto del 1793 le truppe francesi riconquistarono vasti territori sulla sponda sinistra del Reno, fino a quello che Danton definì "il naturale confine sul Reno" alla Convenzione nazionale. Alla Pace di Basilea fu sancita la cessione dei territori prussiani sulla sponda occidentale del Reno a favore della Francia; questa tuttavia non riuscì mai a coordinare un'amministrazione civile o a stabilire uno stato cuscinetto, se non a spese della popolazione civile presso la quale crebbe il malcontento. La situazione mutò nel 1797 quando il Direttorio delegò il generale Lazare Hoche per mettere in piedi un'organizzazione pubblica ordinata ed efficiente basata sul modello francese.
Su suggerimento del generale, il 13 aprile 1797 il Direttorio approvò la creazione di una repubblica indipendente che comprendeva i territori sulla sponda occidentale del Reno appartenenti all'elettorato di Treviri, Magonza e Colonia, quelli del ducato di Kleve e di Jülich, oltre all'elettorato del Palatinato, alla città libera di Aquisgrana e ad altre città e territori minori. L'intero territorio renano compreso tra Kleve e Bingen avrebbe dovuto essere riunito in un'unica repubblica, sotto il governo del generale Hoche con la carica di "protettore". Il movimento repubblicano e gli entusiasmi rivoluzionari ripresero vigore nell'area ed in particolare nelle città come Bonn e Coblenza.

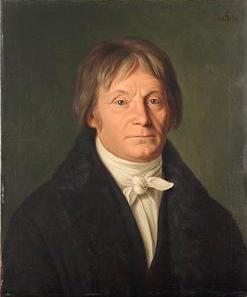
Joseph Görres, tra i principali sostenitori tedeschi della repubblica, in un dipinto del 1838.

In vista della campagna d'Italia di Napoleone e della creazione della Repubblica Cisalpina del giugno del 1797, alcuni democratici tedeschi, tra cui Johann Joseph von Görres, sollecitarono la proclamazione della repubblica. Il 28 agosto dello stesso anno, il tricolore italiano venne issato per la prima volta a Colonia, volendo i democratici tedeschi simboleggiare l’intento di creare una repubblica sorella come in Italia. Simili cerimonie si tennero a Rheinbach, Coblenza e Bonn, accompagnate dall'innalzamento dell'albero della libertà in varie località della repubblica. Nonostante l'entusiasmo visibile di primo acchito, varie forme di malumore e scontento serpeggiavano in alcune fasce della popolazione.
In seguito però al colpo di Stato del 18 fruttidoro (4 settembre 1797) a Parigi, alcune forze più radicali chiesero l'annessione del territorio alla nazione francese, ottenendo un maggior credito con la morte improvvisa del generale Hoche a 29 anni, avvenuta il 18 settembre, principale difensore della causa di una repubblica autonoma. Con il trattato di Campoformio del 18 ottobre 1797, l'imperatore Francesco II accettò segretamente la nuova linea di confine lungo il Reno e l'amministrazione della regione venne ufficialmente affidata alla Francia. Il 17 dicembre il nuovo commissario francese Rudler fece togliere la bandiera cisrenica verde, bianca e rossa dall'albero della libertà a Bonn sostituendola col tricolore blu, bianco e rosso. Divenne visibile anche dall'esterno che l'illusione dell'autodeterminazione del futuro politico della sponda sinistra del Reno era venuta meno.
L'annessione formale alla prima repubblica francese fu annunciata dalla comunità internazionale per la prima volta con il trattato di Lunéville del 1801 e divenne effettiva il 9 marzo.
Da una prospettiva tedesca, la cessione dei territori alla Francia implicava la perdita dei territori di proprietà di vari elettori o sovrani locali, sebbene questi fossero assoggettati al Sacro Romano Impero. Come compensazione per la perdita territoriale, l'imperatore secolarizzò 70 stati ecclesiastici ed abolì 45 città imperiali e li assegnò  ai principi che avevano perso i propri regni. La risoluzione, nota come Reichsdeputationshauptschluss ("conclusione principale della delegazione imperiale straordinaria"), fu l'ultimo atto significativo dell'imperatore prima della dissoluzione del Sacro Romano Impero nel 1806.
Il territorio renano venne suddiviso in quattro dipartimenti: Roer con capoluogo a Aquisgrana, Reno e Mosella con capoluogo Coblenza, Saar con capoluogo Treviri e Mont-Tonnerre con Magonza come capoluogo. Secondo un censimento del 1798 il territorio occupato contava 1 297 151 abitanti.